# Chiesa di San Gallo (Firenze)
La chiesa e il monastero di San Gallo a Firenze sono edifici religiosi distrutti nel 1529.

## Storia e descrizione
Una chiesa dedicata al monaco eremita san Gallo esisteva sin dal 1218 e si trovava nella zona dell'attuale piazza della Libertà, presso il Parterre. Era affiancata a un piccolo ospedale per pellegrini fondato qualche anno prima da Guidalotto di Volto dell'Orco e sua moglie Bernardesca: qui la tradizione vuole che fossero stati ospitati i primi francescani giunti in città, nel 1209. Nel Quattrocento la chiesa era retta dagli agostiniani e vi predicava l'umanista fra Mariano da Gennazzano, avversario di Savonarola, per questo gradito a Lorenzo de' Medici, il quale chiese all'architetto Giuliano Giamberti di ampliare la chiesa ed edificarvi accanto un monastero. Il lavoro fu così notevole che Lorenzo stesso, come riporta Giorgio Vasari, decise di soprannominare l'architetto il Sangallo, per cui da allora i vari esponenti della famiglia di architetti, scultori e incisori dei Giamberti vennero comunemente chiamati con l'appellativo "Da Sangallo".
La chiesa aveva dato il nome anche alla vicina porta San Gallo e poi anche a via San Gallo.
Il grande monastero ebbe vita breve, perché trovandosi fuori dalle mura di Firenze venne raso al suolo in occasione dell'assedio di Firenze del 1529, quando i fiorentini vollero preventivamente togliere qualsiasi edificio di appoggio all'esercito nemico. Vasari ricordò come già ai suoi tempi non ne rimanesse alcuna traccia.

## Opere già in San Gallo
- Andrea del Sarto, Noli me tangere, Annunciazione e Disputa sulla Trinità, il primo agli Uffizi, i secondi alla Galleria Palatina a Firenze
- Fra Bartolomeo, Compianto sul Cristo morto, oggi alla Galleria Palatina
- Francesco da Sangallo, Crocifisso ligneo, oggi nel vestibolo della cappella dei Pittori nella Santissima Annunziata